# 改革結集の会
改革結集の会（かいかくけっしゅうのかい、英語: Vision of Reform）は、かつて存在した日本の政党。略称は結集。

## 党史

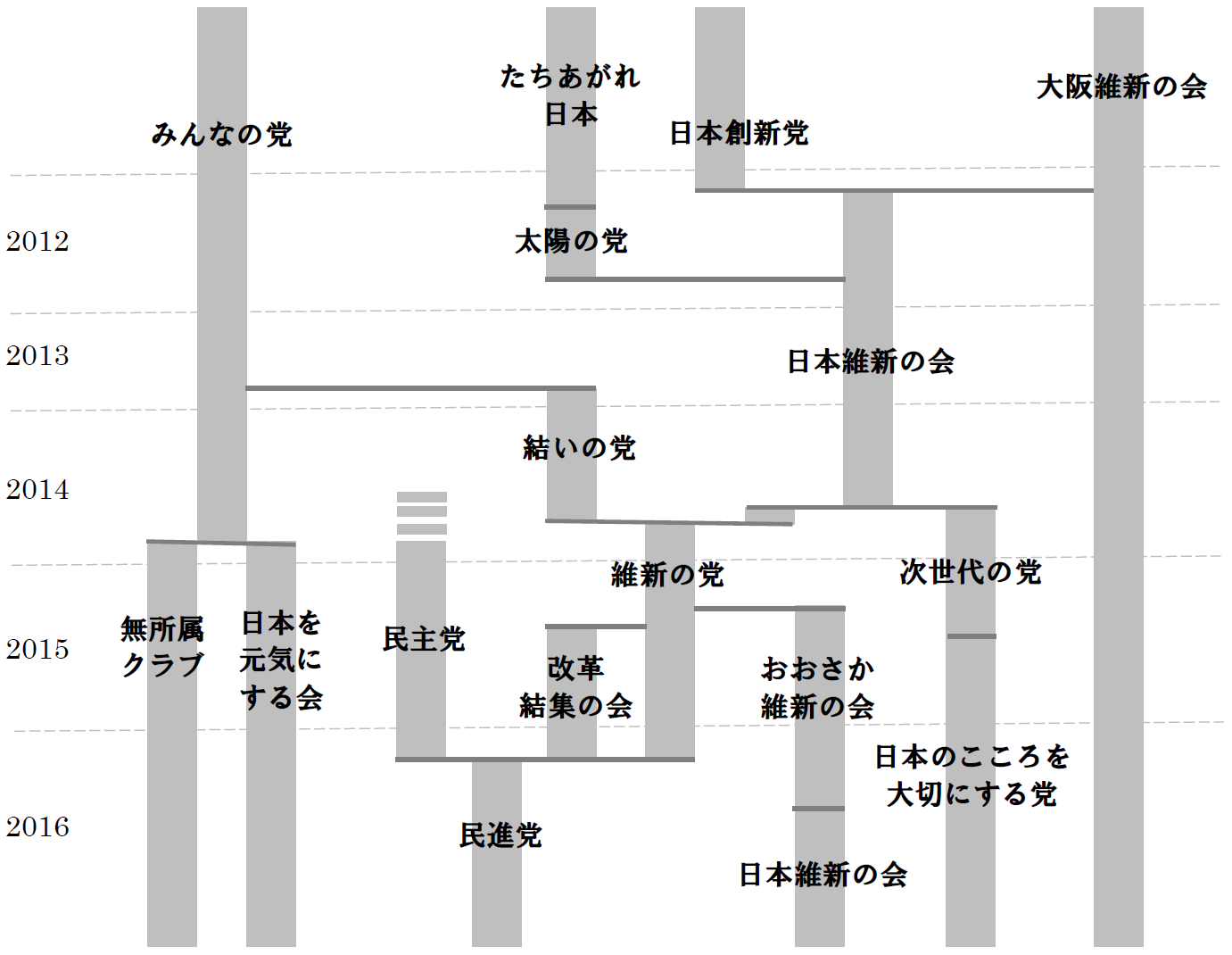
2010年代の第三極の離合集散

2015年10月22日、維新の党分裂騒動を巡り、松野頼久執行部の対応に反発した小沢鋭仁、村岡敏英、重徳和彦、小熊慎司の4名が離党届を維新の党に提出し、10月27日に離党が了承された。また、11月18日、日本を元気にする会に所属する山田太郎とともに、政治団体「草莽の会」の結成を総務省に届け出た（山田は元気を離党せず）。12月9日、これを母体として衆議院の院内会派「改革結集の会」が結成される。12月14日には、維新の党離党後、無所属で活動していた鈴木義弘が加わり、政党助成法上の5人以上の国会議員という政党要件を満たしたため、新党を結成する意向を固めた。当初、次世代の党の江口克彦参議院議員や同党を離党して無所属になっていた松沢成文参議院議員との新党も模索していたが、折り合わなかった。
同年12月21日、草莽の会のメンバー5人が総務省に政党設立を届け出た。なお、草莽の会については小沢は、「存続させ、政策の勉強会は続けていく」方針を示した。代表には村岡が就任した。時事通信は、政党交付金受給のための「駆け込み新党」の感は否めないと報じた。
2016年3月、民主党から、民主党と維新の党が合流してできる「民進党」に参加するよう呼びかけられ、村岡、小熊、重徳の3人が合流の意向を固めた。鈴木は態度を保留していたが、後に民進党入りを表明し、4人が民進党への合流を決める。これに対し、小沢はおおさか維新の会への参加を表明した。3月25日、衆議院事務局に会派の解散届を提出し、受理された。
4月20日に政治団体「改革結集の会」へ3カ月分相当の特定交付金3036万円が交付されている。
4人が民進党に合流した後は、村岡、重徳、小熊の3人は花斉会（野田佳彦グループ）に、鈴木は自誓会（細野豪志派）にそれぞれ入会した。2017年の民進党代表選挙では、鈴木を除く3人が中心となり共産党との選挙協力の見直しや憲法改正に向けた議論を促す声明文を発表している。後に鈴木は民進党を離党（後に除籍処分を受ける。）し、小池百合子率いる希望の党結党メンバーになり、さらに、第48回衆議院議員総選挙を前にした2017年9月28日に民進党代表の前原誠司が希望の党への事実上の合流を表明した。村岡、小熊が同党の公認を受け、日本維新の会に所属していた小沢も希望の党に入党したが、重徳は公示日を目前に公認を断念し無所属で出馬した。投開票の結果、重徳・小熊は当選し村岡・小沢・鈴木は落選した。

## 役職

### 党役員
| 代表       | 代表       | 村岡敏英 |
| 幹事長     | 幹事長     | 小熊慎司 |
| 会長       | 会長       | 小沢鋭仁 |
| 政調会長   | 政調会長   | 鈴木義弘 |
| 国対委員長 | 国対委員長 | 重徳和彦 |

## 党勢

### 所属国会議員
2015年12月21日時点、所属国会議員数5名（衆議院議員5名）
| 衆議院議員             | 衆議院議員               | 衆議院議員             | 衆議院議員               | 衆議院議員             |
| ---------------------- | ------------------------ | ---------------------- | ------------------------ | ---------------------- |
| 小沢鋭仁 比例近畿、衆8 | 小熊慎司 福島4区、衆2参1 | 村岡敏英 比例東北、衆2 | 鈴木義弘 比例北関東、衆2 | 重徳和彦 愛知12区、衆2 |